# Gladåkern
Gladåkern är en sjö i Arvika kommun och Årjängs kommun i Värmland och ingår i Göta älvs huvudavrinningsområde. Sjön är 23 meter djup, har en yta på 0,847 kvadratkilometer och är belägen 166,1 meter över havet. Sjön avvattnas av vattendraget Glasälven (Sörbohedsälven).

## Delavrinningsområde
Gladåkern ingår i det delavrinningsområde (661107-130185) som SMHI kallar för Inloppet i Övre Gla. Medelhöjden är 219 meter över havet och ytan är 6,54 kvadratkilometer. Räknas de 4 avrinningsområdena uppströms in blir den ackumulerade arean 48,51 kvadratkilometer. Glasälven (Sörbohedsälven) som avvattnar avrinningsområdet har biflödesordning 3, vilket innebär att vattnet flödar genom totalt 3 vattendrag innan det når havet efter 287 kilometer. Avrinningsområdet består mestadels av skog (83 procent). Avrinningsområdet har 0,85 kvadratkilometer vattenytor vilket ger det en sjöprocent på 12,9 procent.